# Lisbeth L. Petersen
Lisbeth Beate Lindenskov Petersen (* 28. Februar 1939 in Tórshavn, Färöer, meist Lisbeth L. Petersen; † 7. August 2024 ebenda) war eine färöische Politikerin der Unionisten (Sambandsflokkurin).
Bekannt wurde sie als erste weibliche Abgeordnete ihrer Partei im Løgting (1990–2008), erste Frau im Bürgermeisteramt von Tórshavn (1992–1996), erste weibliche Vorsitzende der Unionisten (2001–2004) und als erste weibliche Färingerin im Folketing (2001–2005).
Im Jahr 2014 trat die ehemalige Vorsitzende des Sambandsflokkurin aus ihrer Partei aus.

## Leben

### Herkunft
Lisbeth war die Tochter von Rachel, geb. Fonsdal aus Vestmanna und Georg Lindenskov Samuelsen (1910–1997) aus Tórshavn, der ca. 50 Jahre lang Herausgeber und Chefredakteur der Tageszeitung Dimmalætting war. Ihr Großvater Andrass Samuelsen (1873–1954) war Ministerpräsident der Färöer. Entsprechend wuchs sie in einem politischen Hause auf. Verheiratet war sie mit Jákup Petersen († 2001) aus Signabøur. Zusammen hatten sie die Kinder Elsa (* 1961) und Georg (* 1967).

### Ausbildung
Nach dem Realschulabschluss 1955 zog Lisbeth Samuelsen nach Dänemark, wo sie auf der Bagsværd Kostskole og Gymnasium aufgenommen wurde, die erst während des Zweiten Weltkriegs anfing, Mädchen aufzunehmen.
Hier machte sie 1958 ihr Abitur und wollte dann – wie ihr Vater – Journalistin werden. Ihr Vater riet ihr vehement davon ab, da jene Welt zu hart für Frauen sei. Stattdessen wurde sie Verkäuferin in einem Textilwarengeschäft.
1959 fing sie eine Ausbildung an der Handelshochschule an, während sie gleichzeitig als Bürohilfe bei SAS jobbte. Die Ausbildung machte sie nicht zu Ende, da sie zuhause auf den Färöern ihren späteren Mann kennenlernte. Nach nur einem Jahr in Kopenhagen ging sie zurück auf die Färöer.

### Hausfrau und Seemannsfrau
1960 heirateten die beiden, und plötzlich war Lisbeth Petersen Hausfrau und Seemannsfrau. Jákup Petersen war Maschinenmeister in der dänischen Handelsflotte und oft mehr als ein Jahr am Stück fern der Heimat.
Wie viele färöische Frauen war sie somit gezwungen, Haus und Kinder alleine zu hüten. Die Frauen auf den Färöern hatten zwar viel Verantwortung aber kaum Einflussmöglichkeiten, und dieser Umstand politisierte Lisbeth Petersen. Als sie Mitglied der dänemarktreuen Uniomistischen Partei (Sambandsflokkurin) wurde, gab es noch keine Frauen im Løgting, dem Parlament der Färöer.
Lisbeth Petersen engagierte sich im Frauenverein in Tórshavn, und in den 1970ern wurde in der färöischen Gesellschaft ernsthaft über die Gleichberechtigung der Frau diskutiert. Es wurde auch immer üblicher, dass Frauen außerhalb des Haushalts arbeiten gingen. 1977–79 und 1989–92 arbeitete sie als Sekretärin im Nationalmuseum der Färöer.
Der politische Fortschritt für die Frauen kam mit dem Kvinnuting („Frauenparlament“) 1979–1983, wo sie selbständig lernten, nach dem Vorbild des Løgtings ausgewählte Themen zu behandeln. Dort war Lisbeth Petersen aktiv.

### Bürgermeisterin
1984 kandidierte Lisbeth Petersen das erste Mal für den Rat der Kommune Tórshavn, in den sie auch gewählt wurde. Sie war damit die erste vom Volk gewählte Frau der Unionisten überhaupt. Bald wurde ihr das Bürgermeisteramt angetragen, doch sie wollte erst einmal Vizebürgermeisterin und Vorsitzende des Sozialausschusses werden. 1988 wurde sie wieder gewählt und behielt diese Funktionen. Im Zusammenhang mit dem Sozialausschuss hatte sie viel Kontakt zu den Bürgerinnen und Bürgern der Stadt.
Nach der Wahl 1992 war der Druck ihrer – insbesondere weiblichen – Anhänger so stark, dass sie das Bürgermeisteramt doch annahm und damit die erste Frau an der Spitze der färöischen Hauptstadt wurde. Das war die Zeit der großen Wirtschaftskrise, und eine andere Frau, Marita Petersen, wurde Regierungschefin des Landes.
Diese Frauen gewannen großes Vertrauen in der Bevölkerung, und 1996 zeigte sich das für Lisbeth Petersen in einem triumphalen Wahlsieg, bei dem die Unionisten von der kleinsten zur größten Partei im Tórshavner Stadtrat wurden. Und dennoch bildete sie den neuen Stadtrat ohne Bevorzugung der eigenen Person oder Partei, sondern vielmehr durch Vertreter anderer Parteien in den führenden Positionen. Bis 2000 saß sie nunmehr als einfaches Mitglied im Stadtrat.

### Landespolitikerin
1990 wurde Lisbeth Petersen das erste Mal ins Løgting gewählt, und 1995, 1998, 2002 und 2004 jeweils wieder gewählt. Nach dem Wahlsieg der Unionisten 1994 wurde sie zentrale Figur in der färöischen Landespolitik.
Sie war Mitglied des Løgtingspräsidiums und kümmerte sich als Mitglied (1992–2000) und Vorsitzende (1993/94 u. 1996/97) des Parlamentarischen Rats zur Westnordischen Zusammenarbeit (später Westnordischer Rat) um die Beziehungen zu den Nachbarländern Island und Grönland.
Im Jahr 2001 trat Lisbeth Petersen bei der Wahl zum Vorsitzenden des Sambandsflokkurin erfolgreich gegen Edmund Joensen an und übernahm den Parteivorsitz. Im selben Jahr wurde sie dazu als erste Frau eine der beiden Abgeordneten der Färöer im dänischen Folketing.
Drei Jahre später schnitt der Sambandsflokkurin bei der Løgtingswahl 2004 jedoch nicht so ab wie erwartet und das enttäuschende Ergebnis wurde ihrem Führungsstil zur Last gelegt. Sie zog daraufhin die Konsequenzen und legte den Parteivorsitz nieder. Im darauffolgenden Jahr 2005 schied sie als Abgeordnete ebenfalls aus dem Folketing und am Weltfrauentag, dem 8. März 2007, kündigte Lisbeth Petersen ihren endgültigen Abschied aus der Politik an. Zur Løgtingswahl 2008 kandidierte sie nicht erneut und schied nach 18 Jahren als Løgtingsabgeordnete Anfang 2008 aus dem Parlament aus. Zu dieser Zeit gab es lediglich drei Frauen im Løgting, die anderen beiden waren Annita á Fríðriksmørk und Heidi Petersen.

### Parteiaustritt
Im Jahr 2014 trat die ehemalige Vorsitzende des Sambandsflokkurin aus ihrer Partei aus. Sie begründete diesen Schritt in erster Linie mit der Rolle ihrer Partei in dem als „tollmálið“ bezeichneten Zollskandal rund um den Parteivorsitzenden des Fólkaflokkurins und damaligen Finanzminister Jørgen Niclasen.

### Sonstiges
Lisbeth Petersen war seit 1995 Ritter des Dannebrogs.